# غردنغاه (لوداب)
غردنغاه (بالفارسية: گردنگاه) هي قرية تقع في إيران في قسم لوداب الريفي. يقدر عدد سكانها بـ 262 نسمة بحسب إحصاء 2016.